# Вальтьеррилья
Вальтьеррилья (исп. Valtierrilla) — город в Мексике, штат Гуанахуато, входит в состав муниципалитета Саламанка. Численность населения, по данным переписи 2010 года, составила 12 713 человек.

## История
В 1593 году город основал Дон Гаспар де Вальдес.